# Cricotopus polaris
Cricotopus polaris är en tvåvingeart som beskrevs av Jean-Jacques Kieffer 1926. Cricotopus polaris ingår i släktet Cricotopus och familjen fjädermyggor. Arten är reproducerande i Sverige. Inga underarter finns listade i Catalogue of Life.